# College-Conservatory of Music
Le College-Conservatory of Music de Cincinnati (créé en 1819) est un des meilleurs conservatoires de musique des États-Unis. Comme la plupart des conservatoires supérieurs américains ayant un statut « national », il fait aujourd'hui partie intégrante de l'université de Cincinnati (incorporé en 1962).